# Памятник Революции
Памятник Революции (исп. Monumento a la Revolución) — памятник, посвящённый мексиканской революции. Расположен в историческом центре Мехико, на Пласа-де-ла-Република, вблизи пересечения основных транспортных магистралей города: Пасео-де-ла-Реформа и Авенида-де-лос-Инсургентес.

## История
Первоначально, во время правления президента Порфирио Диаса на этом месте была запланирована постройка Федерального законодательного дворца, который был «задуман как непревзойдённый памятник славе порфириата». В здании должны были разместиться палата депутатов и сенат конгресса, но проект н был завершён из-за начавшихся военных действий мексиканской революции. Двадцать пять лет спустя здание было преобразовано в памятник революции мексиканским архитектором Карлоса Обрегона Сантацилия. Памятник считается самой высокой триумфальной аркой в мире (67 метров в высоту).
Строительство было запланировано в 1897 году, и правительство выделило на него 5 миллионов песо. Поскольку строительство законодательного дворца было крупным общественным проектом, был объявлен конкурс по его проектированию, но ни один из претендентов не получил первого приза. После многочисленных скандалов, связаных с конкурсом и его условиями, правительство Порфирио Диаса поручило проектирование и строительство дворца французскому архитектору Эмилю Бернару. Выбор французского архитектора, создавшего неоклассический проект с «характерными чертами французского ренессанса», указывает на стремление правительственных чиновников показать место Мексики как цивилизованной нации. Диас заложил первый камень в 1910 году, во время празднования столетия независимости страны, тогда же он открыл памятник мексиканской независимости («Ангел независимости»). Каркас здания был создан из железа, без использования местных пород камня в каменном фасаде, украшенном итальянским мрамором и норвежским гранитом.
Хотя режим Диаса и был свергнут в мае 1911 года, новый президент Франсиско И. Мадеро, «Апостол демократии» продолжал строительство законодательного дворца до своего убийства в 1913 году. После гибели Мадеро строительство прекратилось на два с лишним десятилетия. Сооружение оставалось незавершённым до 1938 года и было достроено во времена президентства Ласаро Карденаса.
Мексиканский архитектор Карлос Обрегон Сантацилия предложил превратить заброшенное здание в памятник героям мексиканской революции. После того, как проект был одобрен, началась реконструкция в эклектичном стиле ар-деко с элементами мексиканского монументализма и с использованием существующей структуры купола Федерального дворца законодателей. Мексиканский скульптор Оливерио Мартинес с Франсиско Суньигой в качестве одного из помощников создал четыре группы фигур для памятника.
Сооружение также служит мавзолеем для героев Мексиканской революции: здесь захоронены Венустиано Карранса (с 1942 года), Франсиско И. Мадеро (с 1960 года), Плутарко Элиас Кальес (с 1969 года), Франсиско (Панчо) Вилья и Ласаро Карденас (с 1970 года). Революционные генералы Эмилиано Сапата и Альваро Обрегон похоронены не на территории памятника — Сапата в Куаутле (семья Сапаты сопротивлялась попыткам правительства по перемещению останков Сапаты к памятнику), а Обрегон в Уатабампо.